# Elisabeth Mahla
Elisabeth Mahla (* 25. Mai 1889 in Landau in der Pfalz; † 8. September 1974 ebenda) war eine deutsche Frauenrechtlerin.

## Leben
Mahla entstammte einer alteingesessenen und angesehenen Familie der Stadt Landau in der Pfalz. Ihr Vater Friedrich August Mahla II. (1860–1944) war von 1905 bis 1920 Bürgermeister der Stadt. Zuvor hatten bereits der Großvater Friedrich August Mahla und der Urgroßvater Friedrich Mahla dieses Amt inne. Sie besuchte die Höhere Töchterschule in Landau, das spätere Max-Slevogt-Gymnasium.
Elisabeth Mahla engagierte sich seit 1915 in der Frauenbewegung, zunächst im Vaterländischen Frauenverein und bei dessen Neukonstituierung, nach dem Verbot während der Zeit des Nationalsozialismus, als Deutscher Frauenring war sie dessen Gründungsmitglied auf Bundesebene und bis 1955 Vorsitzende des Landesverbandes Rheinland-Pfalz. Sie war vielfältig sozial engagiert. So leitete sie seit 1918 in der Region Pfalz das als Quäkerspeisung benannte Programm zur Kinderernährung.
Nach 1945 engagierte sie sich auf einer überparteilichen Basis für ein Erstarken der Demokratie in Rheinland-Pfalz und für die Frauenrechte. Die Stadt Landau ernannte sie 1959 zur Ehrenbürgerin. Die von ihrem Vater erbaute Villa in Landau und ihr Vermögen hinterließ sie in der Stadt für kulturelle und soziale Zwecke.